# 1110 Jaroslawa
1110 Jaroslawa è un asteroide della fascia principale. Scoperto nel 1928, presenta un'orbita caratterizzata da un semiasse maggiore pari a 2,2185325 UA e da un'eccentricità di 0,2418519, inclinata di 5,85108° rispetto all'eclittica.
Il suo nome è in onore di Jaroslav Grigor'evič Neujmin, il figlio dello scopritore.